# Aírton Beleza
Aírton Beleza, właśc. Aírton Baptista dos Santos (ur. 19 maja 1942 w Rio de Janeiro  – zm. 18 lutego 1996 w Rio de Janeiro) − piłkarz brazylijski, występujący na pozycji napastnika.

## Kariera klubowa
Karierę piłkarską Aírton Beleza rozpoczął w klubie CR Flamengo w 1961 roku. Z Flamengo zdobył mistrzostwo stanu Rio de Janeiro – Campeonato Carioca oraz wygrał Torneio Rio-São Paulo w 1961 roku. W latach 1961–1963 był zawodnikiem Botafogo FR. Z Botafogo dwukrotnie zdobył mistrzostwo stanu Rio de Janeiro w 1962 i 1963 roku.
W latach 1963–1965 ponownie występował we Flamengo, z którym wygrał Torneio Rio-São Paulo w 1964 oraz mistrzostwa stanowe w 1965 roku. Kolejnymi jego klubami były Corinthians Paulista i São Paulo FC. W latach 1966–1967 po raz trzeci był zawodnikiem Flamengo. Łącznie w barwach rubro-negro rozegrał 131 spotkań, w których strzelił 72 bramki. Karierę przedwcześnie zakończył w Botafogo w 1967 roku.

## Kariera reprezentacyjna
W reprezentacji Brazylii Aírton Beleza jedyny raz wystąpił 7 czerwca 1964 w wygranym 4-1 meczu z reprezentacją Portugalii.
Rok wcześniej uczestniczył z reprezentacją olimpijską w Igrzyskach Panamerykańskich, na których Brazylia wygrała a Aírton Beleza został z 11 bramkami królem strzelców. Na turnieju w São Paulo Aírton Beleza wystąpił we wszystkich czterech meczach z: Urugwajem (2 bramki), USA (7 bramek!), Chile (bramka) i Argentyną (bramka).